# Malcolm Carmichael
Malcolm James Carmichael (født 8. september 1955) er en britisk tidligere roer.
Carmichael vandt bronze i toer uden styrmand ved OL 1980 i Moskva. Hans makker i båden var Charles Wiggin. Den britiske båd blev i finalen besejret af Østtysklands Bernd og Jörg Landvoigt, der vandt guld, og af sovjetrusserne Jurij og Nikolaj Pimenov der tog sølvmedaljerne.

## OL-medaljer
- 1980:  Bronze i toer uden styrmand